# Хайнрих II фон Вирнебург
Хайнрих II фон Вирнебург (на немски: Heinrich II von Virneburg; * 1244 или 1246; † 5 януари 1332, Бон) е от 1304 до 1332 г. архиепископ на Кьолн и княз-курфюрст.

## Живот
Хайнрих е шестият син на граф Хайнрих I фон Вирнебург (1238 – 1290) и съпругата му Понзета фон Оберщайн (1253 – 1311).
През 1288 г. той участва с баща си и брат си Рупрехт II († пр. 1308) в битката при Воринген на страната на херцога на Брабант Йохан I. От същата година той е каноник на „Св. Гереон“ в Кьолн, през 1292 г. става каплан на немския крал Адолф от Насау, с когото е роднина. През 1304 г. е избран за архиепископ на Кьолн. Неговата предпочитана резиденция е в Бон. На 25 ноември 1314 г. коронова в катедралата на Бон Фридрих Красивия за немски крал. Той помага на строежа на Кьолнската катедрала и освещава част от нея на 27 септември 1322 г.
Хайнрих II фон Вирнебург е чичо на Хайнрих III фон Вирнебург, архиепископ на Майнц (1328/1337 – 1346/1353), и на графиня Елизабета фон Вирнебург 1303 – 1343), която се омъжва през 1314 г. за Хайнрих фон Хабсбург, херцог на Австрия.
Той умира на 6 януари 1332 в Бон и е погребан в капелата Барбара в катедралата на Бон до сестра му абатиса Понзета фон Диткирхен. Гробът му днес не е запазен.